# Tinto cão
Tinto cão, tinta cão – czerwona odmiana winorośli. Jest jedną z ważniejszych odmian używanych do produkcji wina porto, powstają z niej również wina stołowe. Nazwa znaczy dosłownie „czerwony pies”, ale jej etymologia jest nieznana.

## Pochodzenie
Odmiana ma długą historię i była już znana w XVII wieku. Badania genetyczne sugerują pokrewieństwo z odmianami viosinho i tinta francisca.

## Charakterystyka
Niskie plony, które daje odmiana tinto cão przy tradycyjnym sposobie uprawy, nie sprzyjają zainteresowaniu nią winogrodników. Pod względem jakości szczep jest oceniany bardzo wysoko. W oficjalnej klasyfikacji odmian, które stanowią surowiec przeznaczony do produkcji porto, tinto cão otrzymał ocenę bardzo dobrą, obok siedmiu innych odmian. Owoce są małe, z grubą skórką, dojrzewające bardzo późno i odporne na szarą pleśń. Późne zbiory sprawiają, że uprawa w gorzej dostosowanych regionach jest ryzykowna.
Lepsze plony osiąga się, prowadząc krzewy na podporach i sadząc je w nieco chłodniejszych częściach winnicy.

## Wina
Tinto cão wnosi do porto delikatność, nuty ziołowe i kwiatowe, kwasowość, jak również sprzyja długowieczności wina. Odmiana ta jest również surowcem wyjściowym do produkcji win stołowych. Na początku XXI wieku zwiększyła się powierzchnia upraw tinto cão. W regionie Dão jakość winogron zależy od stopnia ich dojrzałości w danym roczniku, przez co waha się od znakomitej do niskiej.

## Rozpowszechnienie
Portugalskie uprawy tinto cão w 2010 roku liczyły 374 ha. Poza regionem Douro szczep jest uprawiany w Dão, Beiras i Alentejo. Odmiana jest dopuszczona w kilku portugalskich winach regionalnych.
Austin Goheen z University of California, Davis podjął w latach 60. XX wieku eksperymentalną uprawę odmiany w Stanach Zjednoczonych. Sadzonki z wyselekcjonowanych krzewów trafiły do winnic i odtąd kalifornijscy winiarze oferują zarówno wina w stylu porto, jak i niewzmacniane cuvées, a czasami wino odmianowe. Niewielkie uprawy sprawiają, że odmiana nie jest objęta oficjalnymi statystykami. Poza Kalifornią odmiana była uprawiana w Georgii, liczącej w 2004 roku ledwie 17 winiarni.
W ograniczonym stopniu odmiana jest uprawiana w Australii.

## Synonimy
Tinto cão jest często określane jako tinta cão, a także jako fermento, castellana negra, farnento, teinta cam, tinta cam.